# Jodi Bieber
Jodi Bieber (Johannesburg, 1966) è una fotografa sudafricana.

## Biografia
Dopo aver studiato fotografia presso il Market Theatre photographic workshop, una organizzazione senza scopo di lucro fondata da David Goldblatt, Jodi Bieber inizia a lavorare come fotografa professionista nel 1983, come assistente Ken Oosterbroek. In seguito la fotografa sudafricana lavorerà da freelance, ottenendo diversi premi dalla stampa locale, e dopo aver partecipato al World Press Masterclass di Amsterdam nel 1996, inizia a lavorare per numerose riviste straniere, compreso il New York Times. Ha inoltre collaborato con progetti umanitari come Medici senza frontiere.
Dal 1994 al 2004 Jodi Bieber ha portato avanti un progetto personale legato ai giovani che vivono ai margini nel Sudafrica. Tale lavoro si è concretizzato nel libro fotografico Between Dogs and Wolves – Growing up with South Africa.
Nel febbraio 2011 ha vinto il World Press Photo of the Year 2010, grazie alla fotografia, pubblicata sulla copertina del Time nel luglio 2010, di Bibi Aisha una giovane afghana, sfigurata dal marito.